# Morston
Morston – wieś w Anglii, w hrabstwie Norfolk, w dystrykcie North Norfolk. Leży 42 km na północny zachód od Norwich i 178 km na północny wschód od Londynu.
Miejscowość liczy 86 mieszkańców.